# Брагару Максим Ігорович
Максим Ігорович Брагару (нар. 21 липня 2002, Рені, Одеська область, Україна) — український футболіст, півзахисник київського «Динамо». Бронзовий призер молодіжного чемпіонату Європи 2023 у складі збірної України U-21.

## Клубна кар'єра
Вихованець ДЮСШ-11 (Одеса). Грав у команді «SoHo.net» (Одеса). У липні 2019 року увійшов до структури одеського «Чорноморця», де грав спочатку у юнацькому чемпіонаті до 19 років, а потім і в молодіжній першості України.
17 серпня 2019 року дебютував за першу команду «моряків» в матчі першої ліги 2019/20 проти краматорського «Авангарда», замінивши на 89-й хвилині Богдана Коваленко. 11 липня 2020 року у грі першої ліги проти львівського «Руху» забив свій перший гол у складі одеської команди. Першу гру в рамках Прем'єр-ліги провів 25 липня 2021 року проти чернігівської «Десни» (0:3). 10 вересня наступного року забив дебютний гол в еліті українського футболу, відзначившись влучним ударом у ворота донецького «Шахтаря» (1:2). Максим Брагару увійшов до списку найкращих молодих дриблерів світу, який 3 травня 2023 року опублікував «Міжнародний центр спортивних досліджень». Загалом за п'ять років провів за одеситів 118 матчів у всіх турнірах і відзначився десятьма забитими голами.
4 червня 2024 року у статусі вільного агента підписав чотирирічний контракт із київським «Динамо». Дебютував у складі киян 6 серпня у матчі 3-го кваліфікаційного раунду Ліги чемпіонів проти «Рейнджерс» (1:1), замінивши на 76-й хвилині Владислава Кабаєва. 14 вересня у матчі чемпіонату проти луганської «Зорі» (2:0) забив свій перший за нову команду.

## Виступи за збірну
Брав участь у товариському матчі юнацької збірної України до 18 років проти однолітків з Вірменії (5:1), яка відбулася 11 жовтня 2019 року.
У березні 2021 року головний тренер молодіжної збірної України до 21 року Руслан Ротань викликав Брагару на турнір Antalya Cup у Туреччині, де Брагару і дебютував у складі «молодіжки». Згодом з цією командою він пройшов кваліфікацію на молодіжний чемпіонат Європи 2023 року. На турнірі зіграв у всіх п'яти іграх і дійшов з командою до півфіналу.
У 2024 році у складі олімпійської збірної України до 23 років виграв турнір Моріса Ревелло, а потім взяв участь у Олімпійських іграх. На олімпіаді він зіграв у всіх трьох іграх своєї команди, втім українці не змогли вийти з групи.

## Досягнення
«Динамо»:
 Чемпіон України: 2025
 Молодіжна збірна України:
 Бронзовий призер молодіжного чемпіонату Європи: 2023

## Статистика
| Сезон                   | Клуб                    | Ліга                    | Чемпіонат | Чемпіонат | Кубок | Кубок | Першість дублерів | Першість дублерів |
| Сезон                   | Клуб                    | Ліга                    | Ігри      | Голи      | Ігри  | Голи  | Ігри              | Голи              |
| ----------------------- | ----------------------- | ----------------------- | --------- | --------- | ----- | ----- | ----------------- | ----------------- |
| 2019/20                 | «Чорноморець-2» (Одеса) | Друга ліга              | 5         | 0         | 0     | 0     | 0                 | 0                 |
| 2019/20                 | «Чорноморець» (Одеса)   | Перша ліга              | 15        | 2         | 0     | 0     | 0                 | 0                 |
| 2020/21                 | «Чорноморець» (Одеса)   | Перша ліга              | 23        | 4         | 2     | 0     | 0                 | 0                 |
| 2021/22                 | «Чорноморець» (Одеса)   | Прем'єр-ліга            | 14        | 0         | 2     | 1     | 0                 | 0                 |
| 2022/23                 | «Чорноморець» (Одеса)   | Прем'єр-ліга            | 29        | 2         | 0     | 0     | 0                 | 0                 |
| 2023/24                 | «Чорноморець» (Одеса)   | Прем'єр-ліга            | 29        | 1         | 4     | 0     | 0                 | 0                 |
| Усього за «Чорноморець» | Усього за «Чорноморець» | Усього за «Чорноморець» | 110       | 9         | 8     | 1     | 0                 | 0                 |